# روبين فيغا
روبين فيغا (بالإسبانية: Rubén Vega)‏ (24 يوليو 1977 في إسبانيا - ) هو مدرب كرة قدم ولاعب كرة قدم إسباني في مركز الوسط. لعب مع بونفيرادينا وريال سوسيداد ب وريال سوسيداد وكولتورال ليونيسا ونادي ألباسيتي ونادي إشبيلية وجيمناستيسيا  توريلافيجا ‏ وديبورتيفو ألافيس ب.

## وصلات خارجية
- روبين فيغا على موقع قاعدة بيانات كرة القدم.إي يو (الإنجليزية)